# Cratere Dilly
Dilly  è un cratere sulla superficie di Marte.